# Tricky Sam Nanton

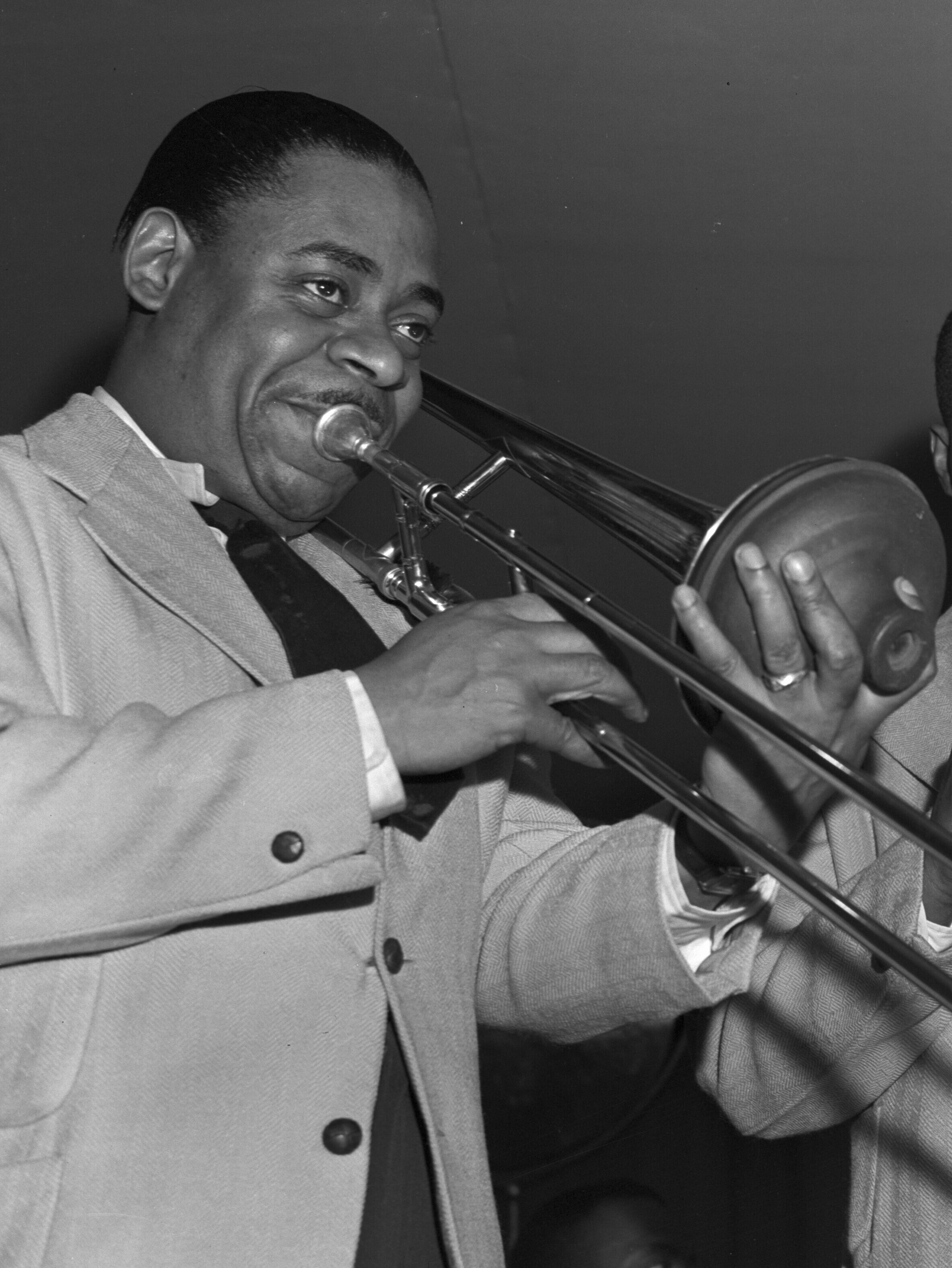
Tricky Sam Nanton im Duke Ellington Orchestra (1943)

Joe Nanton, geboren als Joseph N. Irish, meist „Tricky Sam“ Nanton genannt, (* 1. Februar 1904 in New York City; † 20. Juli 1946 in San Francisco) war ein US-amerikanischer Jazz-Posaunist, der für seine innovative Growl- und Dämpfer-Technik (Wah-Wah) im Duke Ellington Orchestra bekannt ist.

## Leben und Wirken
Nanton war Anfang der 1920er Jahre bei Cliff Jackson, Fraziers Harmony Five (1923/4) und Elmer Snowden (1925), bevor er 1926 zu Duke Ellington stieß. Hier perfektionierte er das schon vom Trompeter Bubber Miley in der Ellington Band entwickelte Dämpfer-Spiel und trug wesentlich zum kennzeichnenden Dschungel-Sound der Band bei. Dabei spielte er mit einem ins Horn eingeführten Kegel-Dämpfer zusätzlich zum Plunger, was das Spiel technisch sehr vereinfachte, da das ständige Nachregulieren der Stimmung mit den Lippen reduziert wurde. Aufgrund seines innovativen Dämpfer-Einsatzes, der es ihm ermöglichte die unterschiedlichsten Stimmen mit der Posaune nachzumachen, erhielt er den Beinamen Tricky Sam. Seine melodisch einfache, jedoch klanglich und rhythmisch nuancierte Spielweise wusste er in einem weiten Bereich zwischen ergreifendem Klagegesang und einer humoristischen Imitation der menschlichen Stimme zu realisieren.
Neben seinem Engagement in der Ellington-Band spielte Nanton Platten mit Ellington-Musikern wie Johnny Hodges, Rex Stewart, Sonny Greer und Cootie Williams ein.
Nanton starb 1946 in einem Hotel in San Francisco an einem Schlaganfall, nachdem er aus Gesundheitsproblemen (er war Alkoholiker) schon vorher längere Zeiten ausfiel. Ellington suchte danach immer wieder Leute, die Nanton im Klang und Können ähnelten, fand aber nie gleichwertigen Ersatz.
Zu den besten Einspielungen mit Soli von Nanton, sämtlich mit Duke Ellingtons Orchester, gehören Black And Tan Fantasy, Washington Wobble, Red Hot Brand 1927, Jubilee Stomp, Tishomingo Blues, The Blues With A Feeling 1928, Flaming Youth, Tiger Rag, Harlemania, Harlem Flat Blues, Stevedore Stomp, Nights In Harlem, Old Man Blues 1930, Echoes Of The Jungle 1931, It Don’t Mean a Thing, Lightin 1932, Harlem Speaks 1933, In A Jam 1936, New Black and Tan Fantasy 1938, Ko Ko, Side Walks Of New Yorks, Chloe 1940, Blue Serge, Jump For Joy 1941, Main Stam 1942, Work Song 1944, Black And Tan Fantasy 1945.

## Diskographischer Hinweis
- Duke Ellington at Fargo, 1940 Live
- The Duke Ellington Carnegie Hall Concerts #1 - January 1943
- The Duke Ellington Carnegie Hall Concerts #2 - December 1944
- The Uncollected Duke Ellington & His Orchestra, Vol. 1 (1946)
- The Uncollected Duke Ellington & His Orchestra, Vol. 3 (1946)